# Diagrama de tallos y hojas

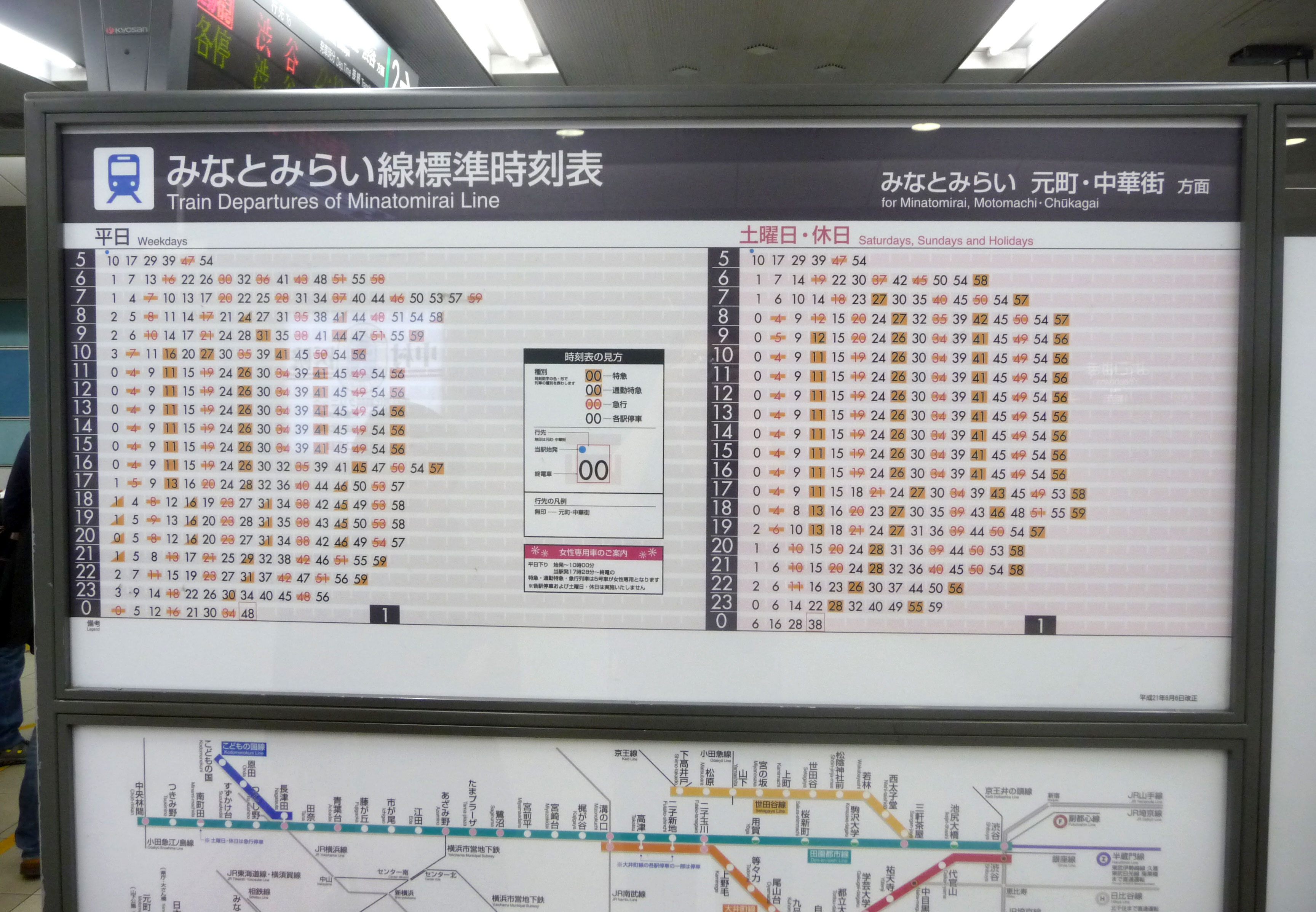
Horario ferroviario usando un formato de diagrama de tallos y hojas en la estación Minato Mirai en Yokohama, Japón. Este formato es muy usado en todo el país.

El diagrama de tallos y hojas (Stem-and-Leaf Diagram) es un formato para presentar datos cuantitativos en un formato gráfico, similar a un histograma. 
Permite obtener simultáneamente una distribución de frecuencias de la variable y su representación gráfica. Para construirlo basta separar en cada dato el último dígito de la derecha (que constituye la hoja) del bloque de cifras restantes (que formará el tallo):
Existen diversos tipos de diagramas tallos y hojas, que en inglés se llama "stem-and-leaf display".
Cuando la cantidad de datos en los "tallos" se hace muy amplio se puede dividir en dos renglones para que el diagrama continúe siendo amigable a la vista. Este se llama Diagrama de Tallo-Hoja con doble tallo.